# Camarzana de Tera
Camarzana de Tera is een gemeente in de Spaanse provincie Zamora in de regio Castilië en León met een oppervlakte van 47,62 km². Camarzana de Tera telt 871 inwoners (1 januari 2016).